# 阿凱德鎮區 (堪薩斯州菲利普斯縣)
阿凱德鎮區（英語：Arcade Township）為美國堪薩斯州菲利普斯縣轄下的鎮區。2010年美国人口普查中該鎮區人口有97人。

## 地理
阿凱德鎮區涵蓋總面積為92.40平方（35.68平方英里）。

## 人口統計
根據2010年美國人口普查，阿凱德鎮區人口有97人，住房50戶，人口密度為1.05人/每平方公里。此鎮區居民之種族中，白人佔94.85%，非裔美國人佔0%，美洲原住民佔1.03%，亞裔美國人佔0%，太平洋島裔美國人佔0%，其他種族佔0%，混血種族則佔4.12%。而西班牙裔或拉丁裔美國人佔此鎮區人口的5.15%。

## 交通

### 主要公路
- 36號美國國道